# Estación Coll
Coll es una estación ferroviaria ubicada en la localidad de Villa Don Bosco en el departamento San Martín, Provincia de San Juan, República Argentina. Pertenece al Ferrocarril General Belgrano de la Red ferroviaria argentina. La estación es la cabecera del ramal A7 de dicho ferrocarril y parte del ramal A2. 

## Historia
La estación fue inaugurada el 7 de agosto de 1910 cuando se inauguró el Ferrocarril Serrezuela. En ese momento prestó servicios entre la Estación Serrezuela y la Estación San Juan (Belgrano). En el año 1931 comenzó a prestar servicios a Jáchal cuando se inauguró el Ferrocarril a Jáchal, convirtiéndose en cabecera del mismo. Al nacionalizarse los ferrocarriles en 1948 comenzó a formar parte del Ferrocarril Belgrano.

## Servicios
La estación prestó servicios de pasajeros hasta el año 1993 y de cargas hasta el año 2000 a cargo de Ferrocarriles Argentinos. Actualmente no presta servicios de ningún tipo.